# Татхагатагарбха
Татхагатага́рбха (санскр. तथागतगर्भ IAST: [tathāgatagarbha] буквально «вместилище Так Приходящего; зародыш Так Приходящего»;  кит. трад. 如來藏, упр. 如来藏, пиньинь Rúláizàng, Жулайцзан) — учение о беспрепятственной возможности для всех живых существ стать буддами или же о присутствии будды («природы будды») в каждом живом существе.
Эти «самоподобные» концепции не являются ни «я», ни чувствующими существами, ни душой, ни личностью.

## Основы учения, распространение
Учение о Татхагатагарбхе (или теория Татхагатагарбхи) сформировалось в Индии в IV—V веках. У его истоков, предположительно, стояли буддийские мыслители Майтрея-Асанга, Васубандху и Сарамати.
Согласно российским исследователям-буддологам, авторы учения раскрывали в своих трактатах какую-либо одну из следующих концепций:
1. все существа могут стать буддами, поскольку в природе существ нет ничего, что могло бы этому воспрепятствовать;
2. все существа уже суть будды и им надо лишь раскрыть, реализовать свою «буддовость» (слово «гарбха» можно перевести, в том числе, как «зародыш [будды]»)[3].

Следует отметить, что полностью учение о Татхагатагарбхе ни в одном из его видов не разделила ни одна школа буддизма за пределами Индии, за исключением нескольких течений в китайском буддизме и школы Джонанг, чья активная деятельность пришлась на XVII век. По мнению Сьюзан Хукхам, посвящённый сутрам Татхагатагарбхи трактат «Ратнаготравибхага», с комментарием на него «Дхармадхарматавибхага» авторства Майтрипы (XI век), стал в Тибете не только основой учения Махамудры Марпы но также, возможно, и учения Атиши. Для школы Кагью Майтрипа является источником практики Махамудры и текста «Ратнаготхавибхага».
В настоящее время первую из перечисленных точек зрения более или менее поддерживают тибетские буддисты Махаяны, вторую — по-своему — буддисты Китая, Кореи и Японии, а также тибетские буддисты, практикующие Дзогчен. Последние утверждают, что природа человеческого ума есть Пробуждение, или изначальное знание (ригпа, джняна, видья).

## Родственные учения
Теория Татхагатагарбхи близка по своей сути теории об Алая-виджняне буддистов-йогачaринов. Последние использовали терминологию последователей учения о татхагатагарбхе в своих сочинениях, таких как «Ланкаватара сутра» и «Махаяна шраддхотпада шастра». Поскольку учение о «вместилище/зародыше Так Приходящего» так и не стало самостоятельным направлением в буддизме, его иногда ассоциируют с Йогачарой.